# Dalī Qūrūqchī
Dalī Qūrūqchī (persiska: دلی قوروقچی, دل قورقچی) är en ort i Iran.   Den ligger i provinsen Östazarbaijan, i den nordvästra delen av landet, 500 km väster om huvudstaden Teheran. Dalī Qūrūqchī ligger 2 078 meter över havet och antalet invånare är 116.
Terrängen runt Dalī Qūrūqchī är kuperad. Runt Dalī Qūrūqchī är det ganska glesbefolkat, med 30 invånare per kvadratkilometer. Närmaste större samhälle är Gol Akhor, 6,2 km nordost om Dalī Qūrūqchī. Trakten runt Dalī Qūrūqchī består i huvudsak av gräsmarker.